# GO-237
GO-237 é a designação de uma rodovia brasileira que liga Uruaçu a Niquelândia e ao povoado de Muquém, a 45 quilômetros de Niquelândia. É uma rodovia de tráfego moderado, com muitas sinuosidades. Liga ainda o povoado de Muquém à cidade de Agua Fria de Goias,porém,sem pavimentação.
Foi recapeada há muitos anos, porém se encontra em estado regular de conservação, já que até pouco tempo, servia para escoamento de minério cru de Barro Alto para Niquelândia.